# Isaac Villanueva y Arias
Isaac Villanueva y Arias (f. 1868) fue un dibujante e ingeniero industrial español del siglo XIX.

## Biografía
Profesor de dibujo industrial, el 15 de mayo de 1827 había sido pensionado por el Conservatorio de Artes para que se trasladase a París a estudiar los adelantos de las artes industriales. Terminada su pensión en 1830, regresó a Madrid, siendo nombrado en 2 de octubre de aquel año profesor interino de delineación del referido Conservatorio, cuyo cargo se le confirió, previa oposición, en 19 de noviembre de 1833. En igual época se le mandó que escribiese un Tratado de dibujo industrial, obra que terminó y que más adelante fue bien considerada. Villanueva continuó desde aquella época dirigiendo las clases de dibujo, modelado y talleres del Conservatorio de Artes, y posteriormente la cátedra de proyectos del Instituto Industrial hasta la supresión del establecimiento.
En 1866 tomó el título de ingeniero industrial en la Escuela de Barcelona. Además se encargó´de montar y dirigir los talleres de Asilo de San Bernardino; figuró como jurado en varias Exposiciones Nacionales; se ocupó de la enseñanza de dibujo de los pasantes de instrucción primaria; desempeñó el cargo de vocal para el planteamiento del sistema decimal, y formó parte de las comisiones españolas para el arreglo y clasificación de productos en las Exposiciones de Londres (1852), París (1855) y Agrícola de Madrid (1857). Fue caballero de las Órdenes de Isabel la Católica y Carlos III. Falleció en 1868, el día 5 de mayo. Fue tío de Luis Justo y Villanueva.